# Mory Konaté
Mory Konaté (Conakry, 15 november 1993) is een Guinees voetballer die sinds 2023 uitkomt voor KV Mechelen.

## Clubcarrière
Konaté voetbalde in eigen land bij Satellite FC. Later maakte hij als student de overstap van Guinee naar Duitsland, waar hij zich aansloot bij de reserven van amateurclub VfL Alfter. Konaté klom er in 2015 op naar het eerste elftal, en via TuS Erndtebrück belandde hij uiteindelijk bij de reserven van Borussia Dortmund. Hij speelde er 23 wedstrijden in de Regionalliga West, waarin hij drie keer scoorde, en trainde geregeld mee met de A-kern.
In augustus 2019 stapte Konaté over naar de Belgische eersteklasser Sint-Truidense VV. Op 8 februari 2020 maakte hij er zijn officiële debuut in het eerste elftal: door de schorsing van Rocky Bushiri kreeg hij voor de competitiewedstrijd tegen KAS Eupen een basisplaats centraal achterin naast Samy Mmaee. Konaté kopte in zijn debuutwedstrijd na dertien minuten de 1-0 binnen en zette zijn team zo op weg naar een 5-2-zege. Konaté, die geschoold werd als middenvelder, leek op Stayen aanvankelijk net als zijn landgenoot Ibrahima Sory Sankhon te gaan uitgroeien tot een verdediger, maar na het vertrek van trainer Miloš Kostić stelden diens opvolgers Kevin Muscat en Peter Maes hem weer op als middenvelder. Hoewel hij het vanaf februari moest stellen met korte invalbeurten, kreeg Konaté, wiens contract op het einde van het seizoen afliep, eind april 2021 een contractverlenging tot medio 2023.
Door een spierblessure in het bovenbeen kwam Konaté, die een goede seizoensvoorbereiding kende, in het seizoen 2021/22 pas op de zesde competitiespeeldag voor het eerst in actie. De Guineeër groeide vervolgens onder trainer Bernd Hollerbach uit tot een vaste waarde op het middenveld.

## Clubstatistieken
| Seizoen     | Club                 | Competitie         | Competitie | Competitie | Competitie | Beker | Beker | Beker | Internationaal | Internationaal | Internationaal | Totaal | Totaal | Totaal |
| Seizoen     | Club                 | Competitie         | Wed.       | Dlp.       | Ass.       | Wed.  | Dlp.  | Ass.  | Wed.           | Dlp.           | Ass.           | Wed.   | Dlp.   | Ass.   |
| ----------- | -------------------- | ------------------ | ---------- | ---------- | ---------- | ----- | ----- | ----- | -------------- | -------------- | -------------- | ------ | ------ | ------ |
| 2014/15     | VfL Alfter 1925      | OL Mittelrhein     | 12         | 2          | 0          | 0     | 0     | 0     | —              | —              | —              | 12     | 2      | 0      |
| 2015/16     | VfL Alfter 1925      | OL Mittelrhein     | 22         | 1          | 2          | 0     | 0     | 0     | —              | —              | —              | 22     | 1      | 2      |
| 2016/17     | VfL Alfter 1925      | OL Mittelrhein     | 27         | 6          | 0          | 0     | 0     | 0     | —              | —              | —              | 27     | 6      | 0      |
| Club Totaal | Club Totaal          | Club Totaal        | 61         | 9          | 2          | 0     | 0     | 0     | 0              | 0              | 0              | 61     | 9      | 2      |
| 2017/18     | TuS Erndtebrück      | RL West            | 26         | 1          | 0          | 5     | 1     | 0     | —              | —              | —              | 31     | 2      | 0      |
| Club Totaal | Club Totaal          | Club Totaal        | 26         | 1          | 0          | 5     | 1     | 0     | 0              | 0              | 0              | 31     | 2      | 0      |
| 2018/19     | Borussia Dormtund II | RL West            | 20         | 2          | 0          | —     | —     | —     | —              | —              | —              | 20     | 2      | 0      |
| 2019/20     | Borussia Dormtund II | RL West            | 3          | 1          | 0          | —     | —     | —     | —              | —              | —              | 3      | 1      | 0      |
| Club Totaal | Club Totaal          | Club Totaal        | 23         | 3          | 0          | 0     | 0     | 0     | 0              | 0              | 0              | 23     | 3      | 0      |
| 2019/20     | STVV                 | Jupiler Pro League | 2          | 1          | 0          | 0     | 0     | 0     | —              | —              | —              | 2      | 1      | 0      |
| 2020/21     | STVV                 | Jupiler Pro League | 15         | 0          | 1          | 2     | 0     | 0     | —              | —              | —              | 17     | 0      | 1      |
| 2021/22     | STVV                 | Jupiler Pro League | 23         | 3          | 1          | 0     | 0     | 0     | —              | —              | —              | 23     | 3      | 1      |
| 2022/23     | STVV                 | Jupiler Pro League | 24         | 1          | 1          | 1     | 0     | 0     | —              | —              | —              | 25     | 1      | 1      |
| Club Totaal | Club Totaal          | Club Totaal        | 64         | 5          | 3          | 3     | 0     | 0     | 0              | 0              | 0              | 67     | 5      | 3      |
| 2023/24     | KV Mechelen          | Jupiler Pro League | 25         | 2          | 0          | 1     | 0     | 0     | —              | —              | —              | 26     | 2      | 0      |
| 2024/25     | KV Mechelen          | Jupiler Pro League | 8          | 0          | 0          | 0     | 0     | 0     | —              | —              | —              | 8      | 0      | 0      |
| 2025/26     | KV Mechelen          | Jupiler Pro League | 2          | 0          | 0          | 0     | 0     | 0     | —              | —              | —              | 2      | 0      | 0      |
| Club Totaal | Club Totaal          | Club Totaal        | 35         | 2          | 0          | 1     | 0     | 0     | 0              | 0              | 0              | 36     | 2      | 0      |
| TOTAAL      | TOTAAL               | TOTAAL             | 209        | 20         | 5          | 9     | 1     | 0     | 0              | 0              | 0              | 218    | 21     | 5      |

## Interlandcarrière
In maart 2020 werd Konaté voor het eerst geselecteerd bij het nationaal elftal van Guinee voor de Afrika Cup-kwalificatiewedstrijden tegen Tsjaad. Deze interlands werden uiteindelijk uitgesteld vanwege de coronapandemie.
In december 2021 werd hij door bondscoach Kaba Diawara geselecteerd voor de Afrika Cup 2021 in Kameroen. Diawara liet hem op 3 januari 2022 debuteren in een oefenwedstrijd tegen Rwandees voetbalelftal (3-0-verlies). Op de Afrika Cup kreeg hij enkel speelminuten in de tweede groepswedstrijd tegen Senegal (0-0): in de 78e minuut liet Diawara hem invallen voor Amadou Diawara.
| Interlands van Mory Konaté       | Interlands van Mory Konaté       | Interlands van Mory Konaté       | Interlands van Mory Konaté       | Interlands van Mory Konaté       | Interlands van Mory Konaté       | Interlands van Mory Konaté       |
| No.                              | Datum                            | Wedstrijd                        | Uitslag                          | Soort Wedstrijd                  | Doelpunten                       |                                  |
| Als speler bij Sint-Truidense VV | Als speler bij Sint-Truidense VV | Als speler bij Sint-Truidense VV | Als speler bij Sint-Truidense VV | Als speler bij Sint-Truidense VV | Als speler bij Sint-Truidense VV | Als speler bij Sint-Truidense VV |
| -------------------------------- | -------------------------------- | -------------------------------- | -------------------------------- | -------------------------------- | -------------------------------- | -------------------------------- |
| 1.                               | 3 januari 2022                   | Rwanda – Guinee                  | 3 – 0                            | Vriendschappelijk                | -                                |                                  |
| 2.                               | 6 januari 2022                   | Rwanda – Guinee                  | 0 – 2                            | Vriendschappelijk                | -                                |                                  |
| 3.                               | 14 januari 2022                  | Senegal – Guinee                 | 0 – 0                            | Afrika Cup 2021                  | -                                |                                  |
| Totaal                           | Totaal                           | Totaal                           | Totaal                           | Totaal                           | -                                |                                  |

Bijgewerkt tot 26 januari 2022